# Port au Choix
Port au Choix is een gemeente (town) in de Canadese provincie Newfoundland en Labrador. De gemeente ligt in het noorden van het eiland Newfoundland. De plaats was belangrijk in zowel de geschiedenis van de inheemse bevolking als later in die van de Franse kust van Newfoundland.

## Geografie
De gemeente ligt aan de westkust van het Great Northern Peninsula van Newfoundland, bij de kaap Point Riche. De gemeente ligt grotendeels op een schiereiland tussen de noordelijke St. John Bay en de zuidelijke Ingornachoix Bay.
Port au Choix grenst in het zuiden aan de gemeente Port Saunders en ligt voorts zo'n 13 km ten westen van het gemeentevrije gehucht Eddies Cove West.

## Toponymie
De naam van het dorp komt oorspronkelijk van het Baskische Portuchoa, hetgeen "kleine haven" betekent. In de 16e eeuw deden Baskische vissers immers in groten getale de kusten van Newfoundland aan vanwege de seizoensvisserij. In de 18e en 19e eeuw betrof het voornamelijk Franse vissers die de plaats als seizoensgebonden uitvalsbasis aan de "Franse kust van Newfoundland" gebruikten. Daarom heeft de Baskische naam uiteindelijk een verbasterde Franse spelling gekregen.

## Geschiedenis

### Archeologische sites
Port au Choix is beroemd en sinds 1970 erkend als National Historic Site of Canada vanwege de twee rijke archeologische sites die zich er bevinden. Een eerste site bestaat voornamelijk uit een grote begraafplaats die stamt uit de Maritiem-Archaïsche cultuur en die in gebruik was van ca. 2400 tot 1200 voor Christus. Een tweede site is een grote bewoningssite die bestond uit meer dan 50 gebouwen van Paleo-Eskimo's. Deze was zowel door de Groswatercultuur (ca. 800 voor tot 100 na Christus) als de Dorsetcultuur (1e–8e eeuw na Christus) in gebruik.
De site bleef tot de komst van de Europeanen in de 16e eeuw in gebruik door zogenaamde "recente indianen", waarvan archeologen vermoeden dat het Inuit, Innu, Mi'kmaq of Beothuk betrof. Er is een museum gebouwd dat archeologische vondsten tentoonstelt en de bezoeker meer leert over de inheemse cultuur.

### Franse kust
De Vrede van Utrecht (1713) tussen het Verenigd Koninkrijk en Frankrijk officialiseerde de Franse visserij- en visverwerkingsrechten voor een deel van de kolonie Newfoundland; dat in Britse handen was. Point Riche, de kaap waar Port au Choix gebouwd is, was een van de twee punten waartussen de Fransen deze rechten verwierven; het oostelijke punt was Cape Bonavista. Na de Vrede van Versailles uit 1783 verloor Point Riche zijn belang aangezien de grenzen van de "Franse kust" anders kwamen te liggen. Vanaf dan mochten zij immers langsheen de hele westkust vissen en vis verwerken (al verloren ze die rechten wel voor een groot deel van de noordkust).
De Fransen vestigden zich nooit permanent in de plaats, dit was dan ook verboden. Het waren Engelstaligen die buiten het visseizoen op de Franse bezittingen pasten die de eerste permanente inwoners werden. Na het einde van de Franse visserijrechten in 1904 bleven enkel Franstalige toponiemen over in de vanaf dan uitsluitend Engelstalige regio.

### Moderne tijd
In 1966 werd het dorp een gemeente met het statuut van local improvement district. Tussen 1971 en 1976 veranderde het statuut van de gemeente naar dat van town.
In 2007 liet de provinciale overheid een haalbaarheidsonderzoek voeren naar de eventuele creatie van een fusiegemeente bestaande uit Port au Choix, Port Saunders, Hawke's Bay en River of Ponds. De fusie vond echter nooit plaats en Port au Choix bleef gewoon als zelfstandige gemeente voortbestaan.

## Demografie
Demografisch gezien is Port au Choix, net zoals de meeste kleine dorpen op Newfoundland, aan het krimpen. Tussen 1981 en 2021 daalde de bevolkingsomvang van 1.311 naar 742. Dat komt neer op een daling van 569 inwoners (-43,4%) in 40 jaar tijd.
In 2021 hadden alle inwoners het Engels als moedertaal, met uitzondering van vijf Franco-Newfoundlanders (de Franstalige minderheid van de provincie).
| Demografische ontwikkeling van Port au Choix tussen 1971 en 2021           |
| -------------------------------------------------------------------------- |
|                                                                            |
| Bron: Statistics Canada (1971–1986, 1991–1996, 2001–2006, 2011–2016, 2021) |

## Galerij

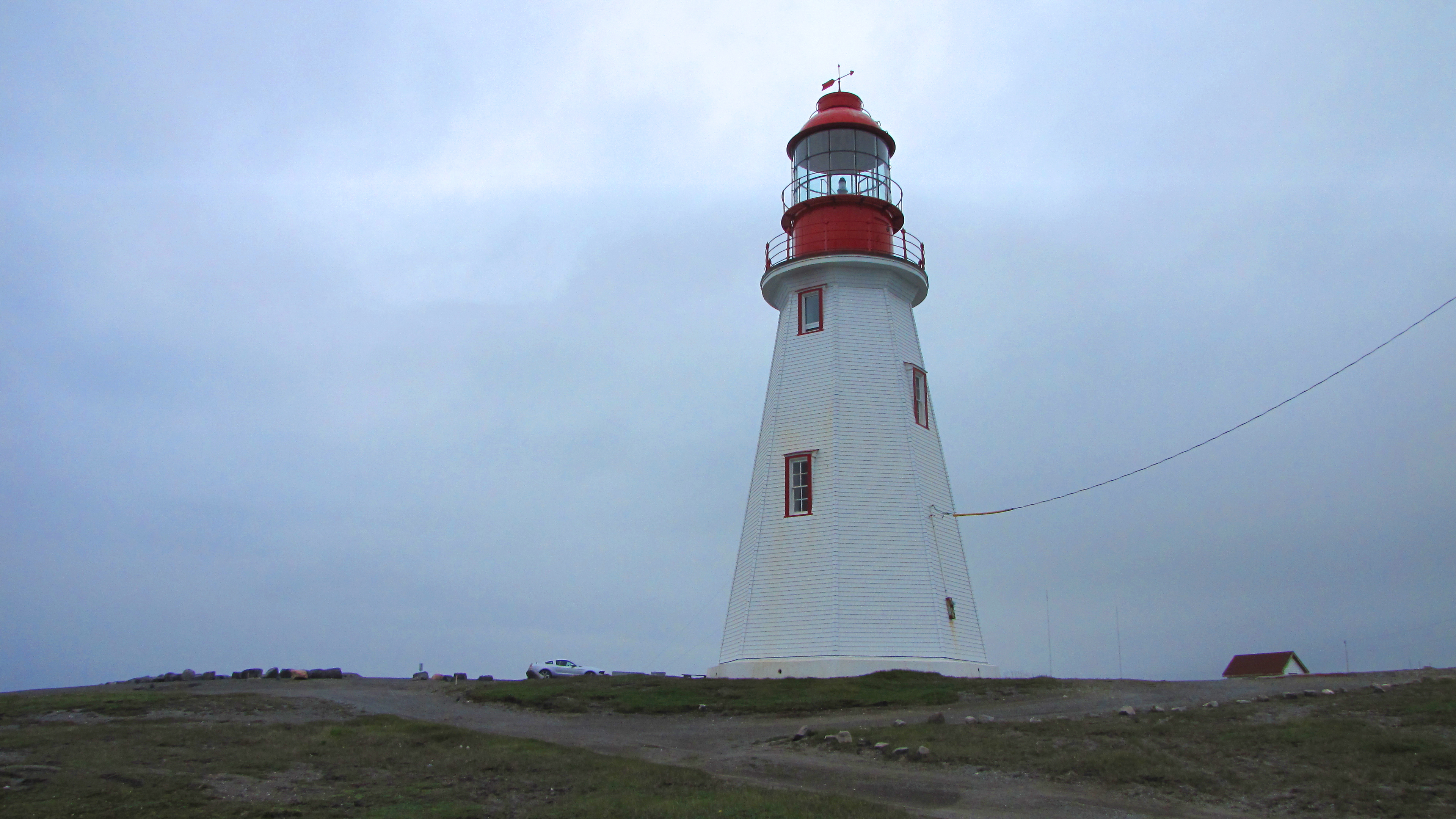
Vuurtoren van Port au Choix op Point Riche
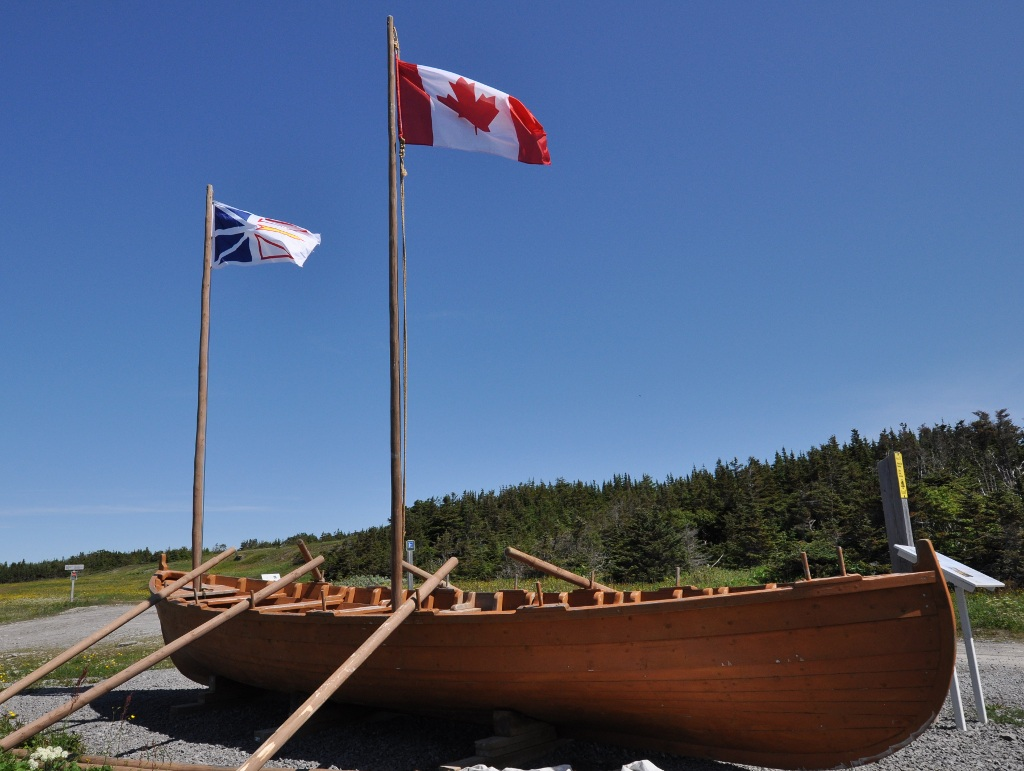
Nagebouwde chalupa waarmee Baskische vissers de oceaan overstaken
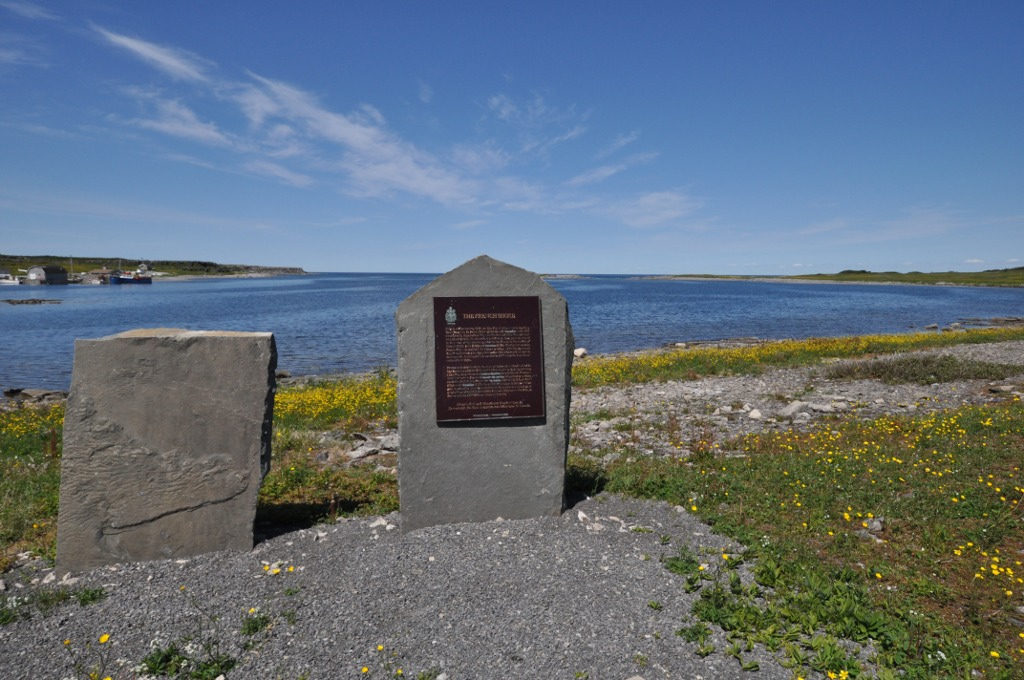
Informatiepaneel met betrekking tot de "French Shore"